# Sächsisches Sorbengesetz
Das Sächsische Sorbengesetz (obersorbisch Sakski serbski zakoń; amtlich Gesetz über die Rechte der Sorben im Freistaat Sachsen, sorbisch Zakoń wo prawach Serbow w Swobodnym staće Sakskej; kurz SächsSorbG) vom 31. März 1999 definiert die in der Verfassung des Freistaates Sachsen (Artikel 5 und 6) verankerten Rechte des sorbischen Volkes und ist Rechtsgrundlage für die sächsische Sorbenpolitik. Es ist der Nachfolger des im März 1948 vom Sächsischen Landtag beschlossenen Gesetzes zur Wahrung der Rechte der sorbischen Bevölkerung, in dem erstmals in der Geschichte Schutz und Förderung sorbischer Kultur und  Sprache durch einen deutschen Staat gesetzlich zugesichert wurden.

## Inhalt
Im Gesetz sind unter anderem das freie Bekenntnis zum sorbischen Volk, das kollektive und individuelle Recht auf Bewahrung, Ausdruck und Weiterentwicklung der ethnischen, kulturellen und sprachlichen Identität, die Verwendung der sorbischen Flagge und Hymne, die sorbische Interessensvertretung, wesentliche Regelungen zum Gebrauch der sorbischen Sprache in der Öffentlichkeit sowie vor Behörden und Gerichten und weitere sprachenpolitische Grundlagen verankert.
Außerdem legt das Sorbengesetz die Grenzen des anerkannten Sorbischen Siedlungsgebietes in Sachsen fest. Die zugehörigen Gemeinden und Ortsteile sowie ihre deutschen und sorbischen Namen sind im Anhang aufgelistet.
Das Gesetz wurde sowohl in deutscher als auch in obersorbischer Fassung im Sächsischen Gesetz- und Verordnungsblatt verkündet.